# Antons Jemeļins
Antons Jemeļins (in russo Антон Емелин?, Anton Emelin; Liepāja, 19 febbraio 1984) è un ex calciatore lettone, di ruolo difensore.

## Carriera

### Club
Dal suo esordio e fino al 2013 ha militato nel Metalurgs Liepāja, salvo due stagione: nel 2003 con l'Arma Rīga (finita ultima e fallita) e nel 2012 con lo Spartaks. Con il Metalurgs ha vinto due campionati, una Coppa nazionale e una Baltic League.
Passato senza fortuna con i moldavi del Tiraspol, ha continuato la sua avventura all'estero con i lituani dell'Atlantas. Dal 2015 è tornato in patria, stavolta nelle file del Ventspils.

### Nazionale
Ha esordito con l'Under-21 il 21 marzo 2005 mettendo a segno un'autorete nell'incontro valido per le Qualificazioni al campionato europeo di calcio Under-21 2006 contro il Lussemburgo,
Vanta un'unica presenza in nazionale maggiore, in una partita amichevole giocata il 12 novembre 2005 contro la Bielorussia, nel corso della quale disputò la prima ora di gioco prima di essere sostituito da Dzintars Zirnis.
In seguito è tornato a giocare con l'Under-21, totalizzando 8 presenze.

## Statistiche

### Cronologia presenze e reti in Nazionale
| Cronologia completa delle presenze e delle reti in nazionale ― Lettonia | Cronologia completa delle presenze e delle reti in nazionale ― Lettonia | Cronologia completa delle presenze e delle reti in nazionale ― Lettonia | Cronologia completa delle presenze e delle reti in nazionale ― Lettonia | Cronologia completa delle presenze e delle reti in nazionale ― Lettonia | Cronologia completa delle presenze e delle reti in nazionale ― Lettonia | Cronologia completa delle presenze e delle reti in nazionale ― Lettonia | Cronologia completa delle presenze e delle reti in nazionale ― Lettonia |
| Data                                                                    | Città                                                                   | In casa                                                                 | Risultato                                                               | Ospiti                                                                  | Competizione                                                            | Reti                                                                    | Note                                                                    |
| ----------------------------------------------------------------------- | ----------------------------------------------------------------------- | ----------------------------------------------------------------------- | ----------------------------------------------------------------------- | ----------------------------------------------------------------------- | ----------------------------------------------------------------------- | ----------------------------------------------------------------------- | ----------------------------------------------------------------------- |
| 12-11-2005                                                              | Vicebsk                                                                 | Bielorussia                                                             | 3 – 1                                                                   | Lettonia                                                                | Amichevole                                                              | -                                                                       | 57’                                                                     |
| Totale                                                                  |                                                                         | Presenze                                                                | 1                                                                       |                                                                         | Reti                                                                    | 0                                                                       |                                                                         |

## Palmarès

### Club
- Campionato lettone: 2

Metalurgs Liepāja: 2005, 2009
- Coppa di Lettonia: 1

Metalurgs Liepāja: 2006
- Baltic League: 1

Metalurgs Liepāja: 2007